# Calle del Remedio (Sagunto)
La calle del Remedio es una vía pública de la ciudad española de Sagunto.

## Descripción
La vía discurre desde la calle del Camino Real hasta la avenida de los Santos de la Piedra. El título lo debe a una imagen de la Virgen del Remedio que había en el convento de la Santísima Trinidad. Aparece descrita en el Nomenclator de las calles, plazas y puertas antiguas y modernas de la ciudad de Sagunto (1901) de Antonio Chabret y Fraga con las siguientes palabras:

Remedio (calle del). Empieza en la calle Real y desemboca en la plaza de la Trinidad. Esta denominación es de principios de la actual centuria, y se debe á la imagen del Remedio que se veneraba en el inmediato convento de la Santísima Trinidad, que contaba con una antigua y muy numerosa Cofradía. Antiguamente llamóse del Hospital, como se ha dicho al ocuparme de esta voz.
(Chabret y Fraga, 1901, p. 85)